# ガフール・ラヒモフ
ガフール＝アルスランベク・アフメドヴィチ・ラヒモフ（ラテン文字：Gafur-Arslanbek Akhmedovich Rakhimov、ウズベク語: Gʻofur-Arslonbek Ahmedovich Rahimov / Ғофур-Арслонбек Аҳмед ўғли Раҳимов、ロシア語: Гафур-Арсланбек Ахмедович Рахимов、1951年7月22日-）はウズベキスタンの実業家である。

## 経歴
ラヒモフは1951年7月22日にウズベク・ソビエト社会主義共和国時代のタシュケントで生まれた。ラヒモフは青年期にボクシング選手として活躍した後、コーチへと転身した。1991年にウズベキスタンが独立すると、彼は複数の民間会社を設立した。この中には原料の取引、完成品の取引両方の貿易会社が含まれていた。のちに彼は中央アジアボクシング界の重要人物となり、2001年と2005年にはウズベキスタンオリンピック委員会の副会長に選出された。2018年の国際ボクシング協会 (AIBA)総会で会長に選出された。

## 容疑
ラヒモフはウズベキスタンの裏世界と繋がりがあるのではないかと疑われており、特に中央アジアで有数の影響力の高い麻薬密売人であるカムチュベク・コルバエフとの関連を疑われている。2012年、アメリカ合衆国財務省はラヒモフとその他複数の個人に金融制裁を課し、ロシアを拠点に活動する犯罪組織『ブラザーズ・サークル(Brothers' Circle)』に関連する人物であるとして非難した。
彼は億万長者であるアリシェル・ウスマノフとも親交があるが、ウスマノフは「特に親密な関係には無く、非合法的な取引を行っていることもない」と主張している。